# Canthylidia sericea
Canthylidia sericea là một loài bướm đêm trong họ Noctuidae.